# Hindi nyelv
A hindi nyelv (dévanágari: हिन्दी / IAST: hindī) India egyik hivatalos nyelve. A világon több mint 500 millió ember beszéli (ebből min. 370 millió anyanyelvként, további min. 160 millió pedig második nyelvként).
A hindi nyelv az indoeurópai nyelvek legősibb ismert képviselőjéből, a szanszkrit nyelvből származik, akárcsak sok más mai indiai nyelv. Ezek közül azonban a hindi nyelvet tartják a szanszkrithoz a leghasonlóbbnak. A hindi nyelvhez nagyon hasonló a nepáli nyelv és főleg a Pakisztánban beszélt urdu nyelv. A köznyelvi hindi és az urdu ugyanazon nyelv két dialektusának is tekinthető („hindusztáni nyelv”), ám a különbség olyan kicsi, hogy jelenleg ez is vita tárgyát képezi. A beszélőik kölcsönösen megértik egymást, azonban az irodalmi urdu olyan kifejezéseket is tartalmaz, amit a hindi beszélő már nem ért.  Fontos különbség az is, hogy a hindi nyelv írásához saját betűkészletet, a dévanágari betűket használnak, míg az urdu nyelvet arab betűkkel írják.
A hindi igék alakja változik attól függően, hogy a beszélő nő vagy férfi (vagy a mondat tárgyától függ).

## Sajátosságai
- A szavak kapcsolatát végződések hozzák létre, a szótól elválasztva, mint a magyarban a névutók. Például fiók ban.
- a tulajdonság a jelzett szó előtt áll (szép virág).
- A tulajdonságjelző átveszi a jelzett szó ragját (szépek virágok).
- A főnevek hím- és nőneműek lehetnek.
- Az igéknél van főnévi igenév, műveltető forma, jelen, múlt és jövő idő.

A hindi indoeurópai nyelv, a főneveket két nem, szám és eset szerint ragozza, de a eltávolodott a flexiót (tőhajlítást) használó rendszertől az agglutináló (ragozó) típus felé (mivel a ragokat a szó végére teszi, külön szóba).

## Külső hivatkozások
- Wikipédia hindiül
- A nyelv leírása németül
- Virtual Hindi keyboard
- Hindí turistaszótár